# Casa de António Pedro Góis
A Casa de António Pedro Góis, igualmente denominada de Casa Seiscentista na Rua do Conselheiro Machado, é um edifício histórico na vila de Alvito, na região do Alentejo, em Portugal.

## Descrição e história
O imóvel corresponde às portas n.º 31 a 37 da Rua do Conselheiro Machado, igualmente conhecida como Rua da Cruz, no centro histórico da vila de Alvito. Consiste numa habitação unifamiliar, formada por dois blocos de alturas distintas, que rodeiam parcialmente um pátio, onde se abre um poço. O edifício integra elementos manuelinos, renascentistas e vernaculares, sendo considerado como uma das casas mais pitorescas na vila de Alvito. A fachada para a rua está dividida em dois corpos, um do lado esquerdo, só de um piso e aberto por várias portas, enquanto que o do lado direito tem dois pisos, com uma só porta no rés-do-chão, e um janelão no primeiro andar. Uma das portas no corpo da esquerda apresenta um lintel ornamentado com dois arcos canopiais, que no centro assentam sobre uma pequena mísula. Em cada um destes arcos está esculpida uma carranca de reduzidas dimensões, formando uma composição de estilo manuelino. O janelão no corpo da direita tem um frontão ornado com volutas e um concheado no centro, e acrotérios coroados por discos. Este conjunto é suportado por uma cornija de arquitrave sobre balaústres ou colonelos, num estilo inspirado no barroco.
Outro elemento de especial interesse é a chaminé no corpo da direta, formando um ressalto em relação à parede da fachada, e com uma base recortada com mísulas, de forma a emular uma sanefa, cujo formato poderá ter sido influenciado pelas chaminés no lado meridional do Castelo de Alvito. Além da Casa de António Pedro Góis, existem outros edifícios de interesse na Rua da Cruz, que apresentam vários indícios de construção quinhentista, incluindo a que se situa no n.º 44. Com efeito, o imóvel é de interesse não só devido à presença de elementos manuelinos, mas também pela sua situação, no centro histórico da povoação, numa área que estaria dentro das muralhas romanas e medievais.
O núcleo original da casa foi provavelmente construído nos princípios do século XVI, uma vez que são desta época alguns elementos decorativos na fachada principal. Ainda a segunda metade dessa centúria foi instalada uma janela na fachada principal, no primeiro andar. O edifício foi classificado como Imóvel de Interesse Público pelo Decreto n.º 44675, de 9 de Novembro de 1962. O imóvel sofreu alguns danos pelo sismo de 28 de Fevereiro de 1969. Em 1977 foi alvo de obras de restauro por parte da Direcção-Geral dos Edifícios e Monumentos Nacionais, e em 1979 o seu proprietário, António Pedro Góis, propôs a sua venda ao governo.

## Leitura recomendada
- ESPANCA, Túlio (1992). Inventário Artístico de Portugal - Distrito de Beja. Volume XII. Lisboa: Academia Nacional de Belas-Artes
- MANIQUE, Luis de Pina (1949). A arte manuelina na arquitectura de Alvito. Lisboa: [s.n.]